# Doncaster North (circonscription britannique)

La circonscription dans le South Yorkshire.

La circonscription de Doncaster North est une circonscription électorale anglaise située dans le South Yorkshire, et représentée à la Chambre des communes du Parlement britannique depuis 2005 par Ed Miliband, chef du Parti travailliste de 2010 à 2015.